# هيئة الكنيسة

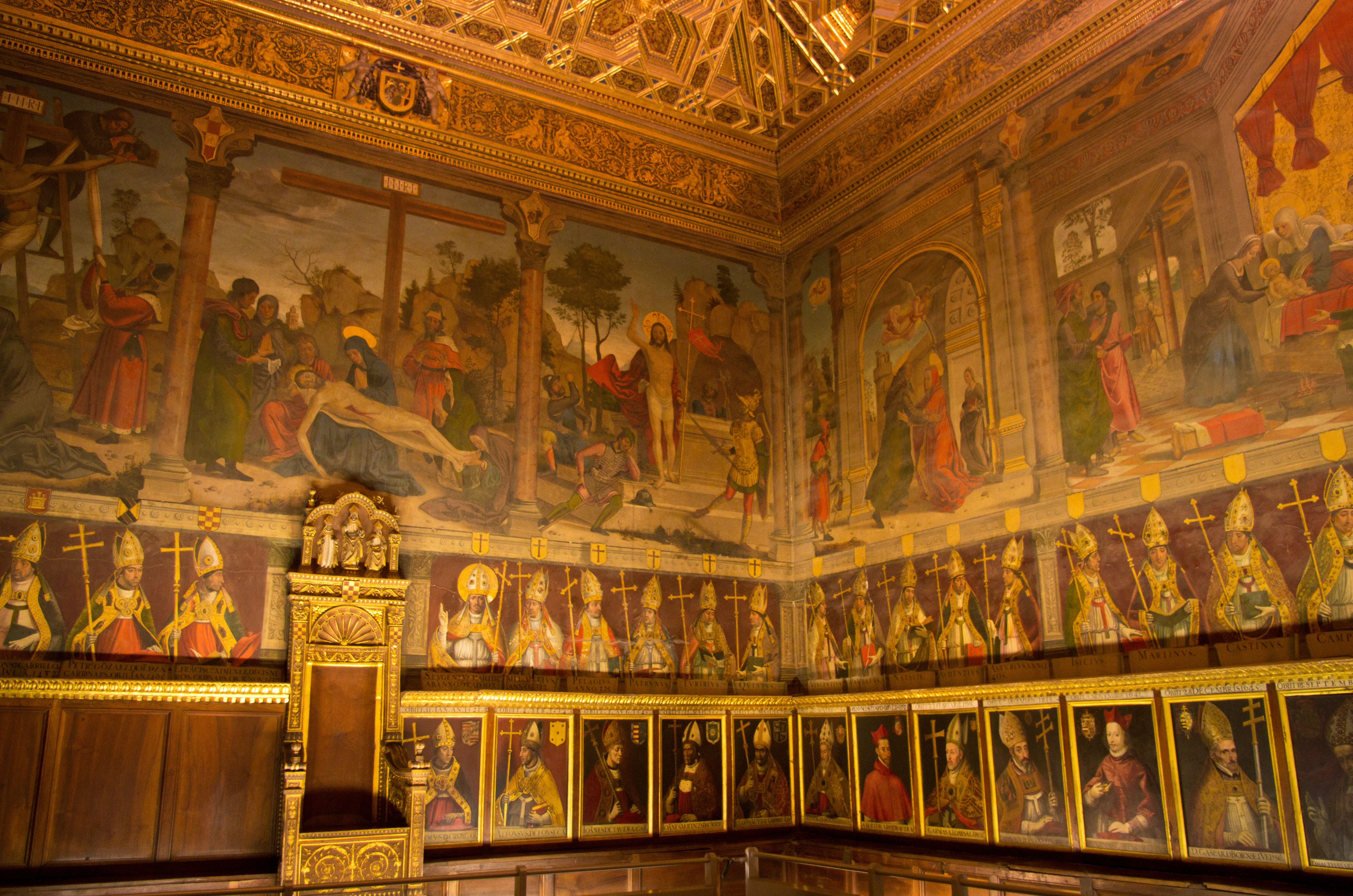
بيت الاجتماع الديني من كتدرائية طليلطة

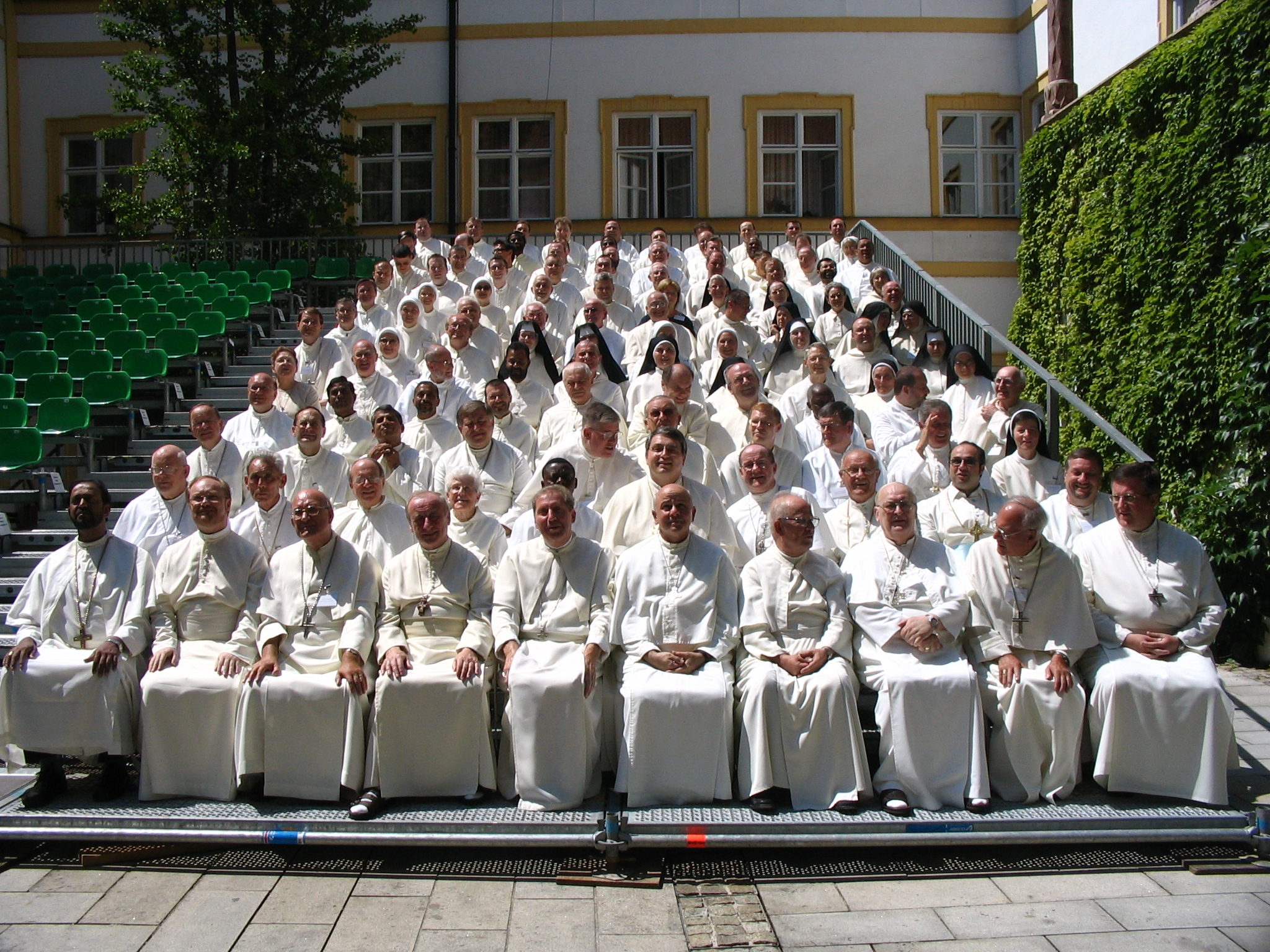
صورة جماعية لهيئة كنيسة

هيئة الكنيسة أو مجمع الرهبان هي إحدى هيئات رجال الدين العديدة في الكنائس الرومانية الكثلية والكثلية القديمة والأنجليكية والكنائس اللوثرية الشمالية أو تجمعاتهم.